# Oakwood (Comtat de Paulding)
Oakwood és una vila del Comtat de Paulding (Ohio) als Estats Units d'Amèrica.

## Demografia
Segons el 2000 Oakwood tenia 607 habitants., 236 habitatges, i 172 famílies. La densitat de població era de 397,2 habitants per km².
Dels 236 habitatges en un 31,8% hi vivien nens de menys de 18 anys, en un 57,2% hi vivien parelles casades, en un 12,7% dones solteres, i en un 26,7% no eren unitats familiars. En el 23,7% dels habitatges hi vivien persones soles el 10,6% de les quals corresponia a persones de 65 anys o més que vivien soles. El nombre mitjà de persones vivint en cada habitatge era de 2,57 i el nombre mitjà de persones que vivien en cada família era de 3,07.
Per edats la població es repartia de la següent manera: un 27,8% tenia menys de 18 anys, un 6,9% entre 18 i 24, un 28,2% entre 25 i 44, un 25,9% de 45 a 60 i un 11,2% 65 anys o més.
L'edat mediana era de 36 anys. Per cada 100 dones de 18 o més anys hi havia 86,4 homes.
La renda mediana per habitatge era de 35.250 $ i la renda mediana per família de 43.750 $. Els homes tenien una renda mediana de 34.500 $ mentre que les dones 21.786 $. La renda per capita de la població era de 15.273 $. Aproximadament el 8% de les famílies i el 10,9% de la població estaven per davall del llindar de pobresa.

## Poblacions properes
El següent diagrama mostra les poblacions més properes.